# Петя Карабакалова
Петя Карабакалова е български творец, магистър арт мениджър, музикален педагог, художествен ръководител, учител по музика, издател и продуцент. Родена е на 2 юли 1965 г. в град Харманли.

## Кариера

### Музикален педагог
- От 1996 г. е ръководител и продуцент на Детска вокална група „Щастливци“, която е създала.
- Носител е на множество награди за своята дейност като музикален педагог, включително:
  - Специалната награда на Председателя на синдиката на българските учители в ХХV национален конкурс на СБУ „Учител на годината“ – 2022 г.
  - Първо място в раздел „Успешна промяна“ на Държавна агенция за закрила на детето
  - Отличие „Неофит Рилски“ от Министерството на културата (четвърто поред за учебната 2021 – 2022 година)

### Композитор
- Известна е в творческите кръгове и като композитор на детски песни.
- Създала е над 200 авторски песни за деца.

### Автор
- Освен песните, е авторка и на:
- Стихотворения за деца и възрастни
- Театрални постановки
- Музикални драматизации

## Наради
- Грамота „Неофит Рилски“ за дългогодишна цялостна професионална трудова дейност в системата на предучилищното и училищното образование от МОН.[1]
- За принос в развитието и утвърждаването на читалищното дело от Държавна агенция за закрила на детето.[1]
- Учител на годината от Синдикат на българските учители.[1]